# Tlapacoyan (municipalité)
La municipalité de Tlapacoyan est l'une des 212 municipalités de l'État de Veracruz, et est située dans la partie centrale de cet État. Située à l'ouest du golfe du Mexique, elle est assise sur les piémonts du massif montagneux de la Sierra Madre orientale et fait partie du bassin versant du fleuve Río Nautla. Elle est limitrophe avec l'État de Puebla à l'ouest. Son chef-lieu est la ville éponyme de Tlapacoyan. Elle dépend de la région administrative de Nautla, du nom du fleuve Río Nautla qui la traverse, qui est une des 10 subdivisions administratives de l'État de Veracruz.

## Géographie
La municipalité de Tlapacoyan s'étend du sud-ouest au nord-est dans le bassin versant du fleuve Río Nautla. Ce fleuve forme sa limite sur son flanc est, limite prolongée par la rivière affluente Alseseca, tandis qu'un autre de ses affluents, la rivière Río María de la Torre, forme sa limite sur son flanc ouest, marquant également la limite avec l'État de Puebla. Assise sur les piémonts du massif montagneux de la Sierra Madre orientale, son altitude oscille entre 80 et 900 mètres. Son chef-lieu, la ville éponyme de Tlapacoyan, se trouve dans la partie sud-est de son territoire. Ce territoire couvre une superficie de 168 km2, et était peuplé en 2020 de 61 377 habitants, pour une densité de 365,4 habitants par km2.
Cette municipalité est limitrophe au nord de celle de Martínez de la Torre, à l'ouest, dans l'État de Puebla, de celles d'Acateno et de Hueytamalco, au sud, à nouveau dans l'État de Veracruz, de celle de Jalacingo, et à l'est de celle d'Atzalan.

## Composition et démographie
La municipalité était composée en 2020 de 65 localités, dont 2 étaient considérées comme urbaines, les autres étant rurales.
| Localité            | Population |
| ------------------- | ---------- |
| Tlapacoyan          | 35 893     |
| La Palmilla         | 5030       |
| El Jobo             | 2110       |
| Piedra Pinta        | 1895       |
| Javier Rojo Gómez   | 1890       |
| Reste des localités | 14 559     |
| Total population    | 61 377     |

En plus de l'espagnol, plusieurs langues amérindiennes sont parlées dans la municipalité, dont les principales sont par ordre d'importance : le nahuatl, et dans une moindre mesure le mazahua, le mazatèque, le totonaque, le mixtèque, l'otomí, le popoluca de la Sierra, le maya et le zapotèque.

## Histoire
Durant la période préhispanique, Tlapacoyan est une ville totonaque, dont les vestiges se trouvent au lieu-dit Vega de la Peña. Au XVIe siècle, la ville s'est déplacée à son endroit actuel.
En 1865, durant l'expédition du Mexique, les troupes mexicaines y affrontent victorieusement un corps expéditionnaire autrichien.

## Économie

### Agriculture et élevage
La superficie des parcelles semées représentait en 2021 une surface totale de 9850,7 hectares, parmi lesquels 3753,7 hectares étaient voués à la culture du citron, 2010 hectares étaient voués à la culture de la banane, et 1989 hectares étaient voués à celle de l'orange.
En 2021, la production de viande par tonnes comprenait 161,4 tonnes de viande bovine, 81,3 tonnes de viande porcine, 7,7 tonnes de viande ovine, 23,1 tonnes de volailles, et 2,2 tonnes de dinde. La superficie vouée à l'élevage représentait alors 1342 hectares.